# Nescafé
Nescafé — крупнейшая в мире торговая марка растворимого кофе компании Nestlé, впервые представленная 1 апреля 1938 года. Название «Nescafé» является комбинацией двух слов: «Nestlé» и «café».

## История
В 1930-х годах Бразилия обратилась к «Nestlé» с просьбой найти способ сохранения и промышленной переработки кофейных зёрен. В течение многих лет Бразилия сталкивалась с проблемой перепроизводства зелёного кофе. Ежегодно огромные запасы кофе пропадали из-за отсутствия технологии переработки и хранения зёрен после сушки и первичной обработки. Макс Моргенталер руководил проектом разработки. Он и его коллеги по заказу в течение семи лет искали способ создать «кофейный кубик», который бы сохранял все свойства кофейных зёрен и мог выдерживать длительное хранение, а затем превращался бы в напиток путём добавления воды. Производство было начато на фабрике в швейцарском городке Орб, в 50 км от штаб-квартиры «Nestlé» в городе Веве. 1 апреля 1938 года компания Nestlé представила новый продукт под торговой маркой Nescafé. Продукт представляет собой растворимый порошкообразный кофе, который стал основным продуктом питания американцев во время Второй мировой войны. Вся продукция завода в США, которая составляла около 1 миллиона упаковок в год, шла исключительно на снабжение армии.
В 1965 году Nestlé представила в Европе марку сублимированного кофе под названием Nescafé Gold.
В 1966 году Nestlé разработала марку сублимированного кофе под названием Taster's Choice.

## Маркетинг
Nestlé использовала название Nescafé для своей продукции до конца 1960-х годов. Позже Nestlé представила новый бренд в Канаде и США под названием Taster's Choice, который на протяжении многих лет вытеснял Nescafé. Компания продолжает продавать Taster's Choice как отдельный продукт. 
В Великобритании телевизионная рекламная кампания The Gold Blend couple с актерами Энтони Хедом и Шэрон Моэн в главных ролях шла в 12 частях в период с 1987 по 1993 год. Первые 11 эпизодов были выпущены в качестве рекламного сборника под названием Love Over Gold в 1993 году. В том же году вышла одноименная новелла, написанная Сьюзен Муди. Легендарный боксер Крис Юбенк и звезда футбола Иан Райт также снимались в телевизионной рекламе бренда в конце 1990-х и 2000-х годах.
В 2003 году компания вновь представила бренд Nescafé в Канаде и США, и теперь этот продукт известен как Nescafé Taster's Choice. Он продается в североамериканских супермаркетах как в стеклянной, так и в пластиковой упаковке.
В то время как бренд Nescafé был создан для растворимого кофе, он впоследствии был использован в качестве зонтичного бренда на ряде продуктов растворимого кофе, включая в Великобритании Gold Blend и Blend 37 сублимированных сортов кофе.
В 2006 году компания Nescafé запустила новую систему кофемашин Dolce Gusto. Система позволяет потребителям самостоятельно готовить различные сорта кофе (капучино, латте макиато, эспрессо, лунго). Кроме того, с помощью машины можно приготовить горячий шоколад и холодные напитки. В настоящее время эти машины продаются более чем в 60 странах. В отличие от других продуктов Nescafé, большинство напитков Dolce Gusto используют жареные и молотые кофейные зерна вместо растворимого кофе.
В Великобритании в августе 2009 года Nescafé представила рекламную кампанию стоимостью 43 миллиона фунтов стерлингов для Nescafé.
Nescafé занял 153-е место среди самых надежных брендов Индии в соответствии с отчетом Brand Trust Report 2012, исследованием, проведенным компанией Trust Research Advisory. В отчете Brand Trust Report 2013 Nescafé заняла 230-е место среди самых надежных брендов Индии, а впоследствии, согласно отчету Brand Trust Report 2014, Nescafé занял 209-е место среди самых надежных брендов Индии. В Австралии и Новой Зеландии оригинальный растворимый кофе называется Blend 43, первоначально для того, чтобы отличить продукт местного производства от импортной версии.
В Пакистане Nescafe запустила ежегодное музыкальное шоу, основанное на той же теме, что и Coke Studio, под названием Nescafe Basement.

## Судебные процессы
В феврале 2005 года агентство Ассошиэйтед Пресс сообщило, что Nestlé проиграла судебный процесс и была обязана выплатить Расселу Кристоффу 15,6 миллиона долларов США за использование его изображения без его разрешения на этикетке Taster's Choice в течение пяти лет (1998―2003). Решение о выплате 15,6 миллиона долларов было впоследствии полностью отменено Апелляционным судом Калифорнии. 31 октября 2007 года Верховный суд Калифорнии голосованием 6-0 удовлетворил апелляцию. 17 августа 2009 года суд отменил это решение (заключение S155242) и вернул дело в суд первой инстанции для рассмотрения вопроса о том, охватывала ли рекламная кампания одну публикацию или несколько, что помешало бы Кристоффу подать иск, поскольку срок давности истек.

## В массовой культуре
- В Эквадоре Boeing 737-200 компании AeroGal был окрашен в красный цвет для продвижения бренда.
- В Чили с 2009 года бренд спонсировал и помогал восстанавливать известный чилийский театр, который находился в упадке. Сейчас он называется Театр искусств Nescafé. В предыдущие годы бренд спонсировал различные шоу, такие как Esta Noche Fiesta и Tuesday 13, конкурс 123 Nescafé, а также некоторое время был спонсором различных кампаний чилийского телемарафона, вернувшись в качестве спонсора кампании в 2011 году.
- Британская группа Muse подала в суд на Nescafé в 2003 году, когда их песня «Hyper Music / Feeling Good» была использована в телевизионной рекламе без разрешения, и пожертвовала эту компенсацию в размере 500 000 фунтов стерлингов благотворительной организации Оксфам[11].

## Торговые марки
- Nescafé Classic

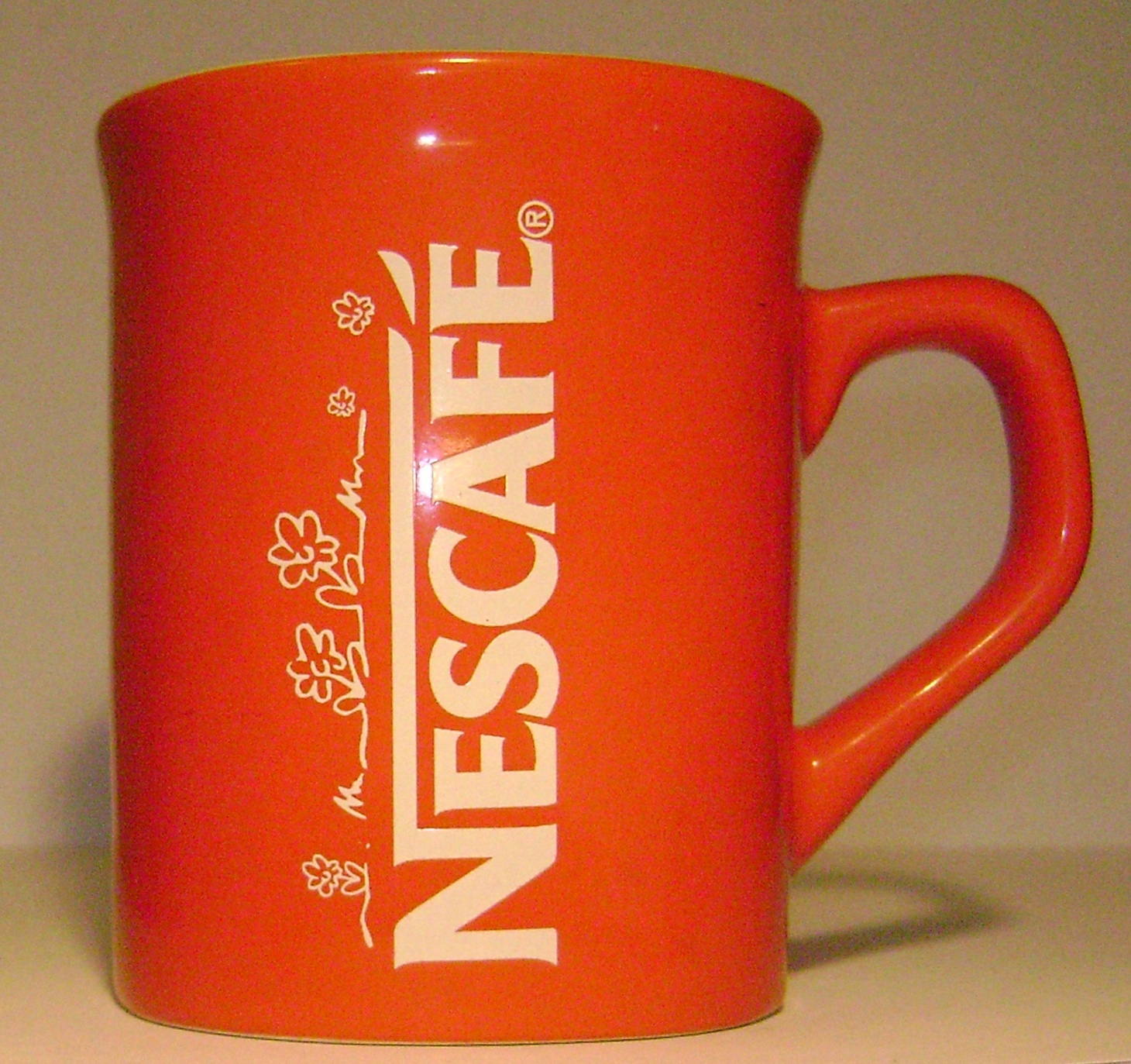
Кружка Nescafé «Весна»

- Nescafé Dolce Gusto (отдельный бренд, связанный с капсулам кофе и капсульными кофемашинами совместно с Krups)
- Nescafé Gold
- Nescafé Gold Barista
- Nescafé Espiro
- Nescafé Cap Colombie
- Nescafé Espresso
- Nescafé Montego
- «Nescafé для дам»
- Nescafé Xpress (Холодный кофе в банках)
- Nescafé EXELLA («Экселла»)
- Nescafé KOUMIBAISEN («Коюми Байзен»)
- Nescafé President
- Nescafe Estet
- Nescafé Brasero
- Nescafé Kenjara
- Nescafé Green Blend
- Nescafé 3 в 1

## Безопасность продуктовNescafé
Исследование 2012 года показало высокое содержание токсина бенз(а)пирена в растворимом кофе Nescafe Premium в количестве 98.3 мкр/кг.